# Irma Serrano

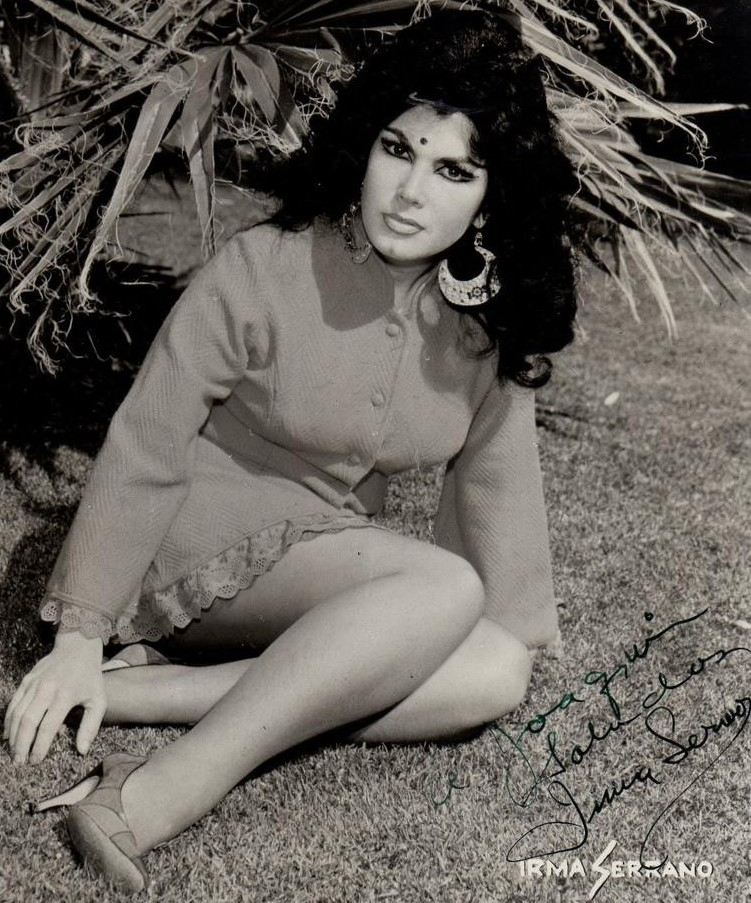
Irma Serrano (zirka 1969)

Irma Serrano  (* 9. Dezember 1933 als Irma Cielo Consuelo Serrano Castro y Domínguez in Comitán de Domínguez, Mexiko; † 1. März 2023 in Tuxtla Gutiérrez) war eine mexikanische Musikerin, Schauspielerin, Drehbuchautorin, Filmproduzentin und Politikerin. Ihr Spitzname war „La Tigresa“ („die Tigerin“), benannt nach einem ihrer bekanntesten Filme.

## Leben
Als Sängerin war Serrano bekannt für ihre charakteristische Interpretation der mexikanischen Musikstile Ranchera und Corrido. Ihre Songs El Ausente, El Amor de la Paloma und Cariño Santo wurden zu Klassikern in der traditionellen mexikanischen Musik.
Durch ihre exotische Schönheit und Wespentaillen-Figur konnte sie der Gesangskarriere eine erfolgreiche Schauspielkarriere anschließen. Ihre Rollen in den Filmen La Martina (1971, Regie René Cardona Jr.) und La Tigresa (1973) verhalfen ihr schließlich zum Durchbruch als Schauspielerin.
Irma Serrano hat in mehr als 100 Filmen, Theaterstücken und spanischen Soaps mitgespielt. Sie war Teil einer Ära, die viele Kritiker die „goldene Ära“ der mexikanischen Entertainment-Produktion genannt haben. Sie erreichte großen Ruhm in ganz Lateinamerika, einen erheblichen Reichtum und war nicht selten auch aufgrund zahlreicher romantischer Verstrickungen mit bekannten mexikanischen Männern oft in der lateinamerikanischen Presse. In späteren Jahren war sie das Zentrum mehrerer Skandale und Kontroversen.
In den 1990er Jahren strebte sie erfolgreich eine politische Karriere als Senatorin im mexikanischen Bundesstaat Chiapas an.
Als Schriftstellerin veröffentlichte sie die autobiografischen Bücher A Calzón Amarrado (1978) und Sin Pelos En La Lengua (1979).
Serrano hatte einen Sohn, der im Jahr 2004 geboren wurde. Er wurde schon Jahre zuvor auf dem Weg einer künstlichen Befruchtung aus ihren Eizellen und Spermien ihres verstorbenen Geliebten Alejo Peralta gezeugt und durch Einfrieren konserviert. Da Serrano aufgrund ihres fortgeschrittenen Alters Komplikationen bei der Schwangerschaft befürchtete, trug ihre Nichte das Kind als Leihmutter aus.
Serrano starb am 1. März 2023 im Alter von 89 Jahren in Tuxtla Gutiérrez.